# Manduca diffissa
Espèce
Manduca diffissa est une espèce de lépidoptères (papillons) de nuit de la famille des Sphingidae, de la sous-famille des Sphinginae et de la tribu des Sphingini.

## Description
L'envergure de l'imago mâle est de 100-105 mm.

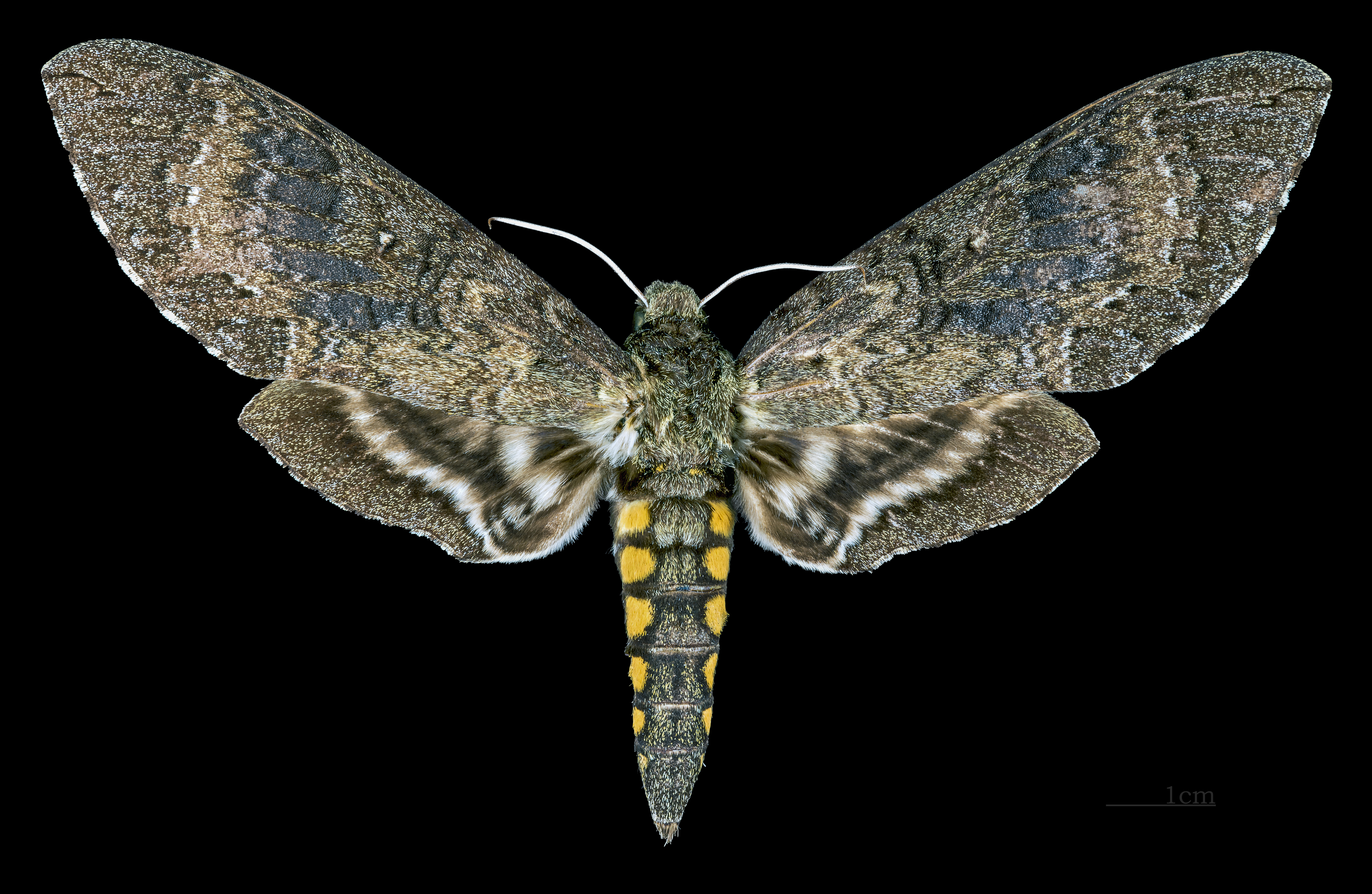
Face dorsale de la femelle (coll.MHNT)
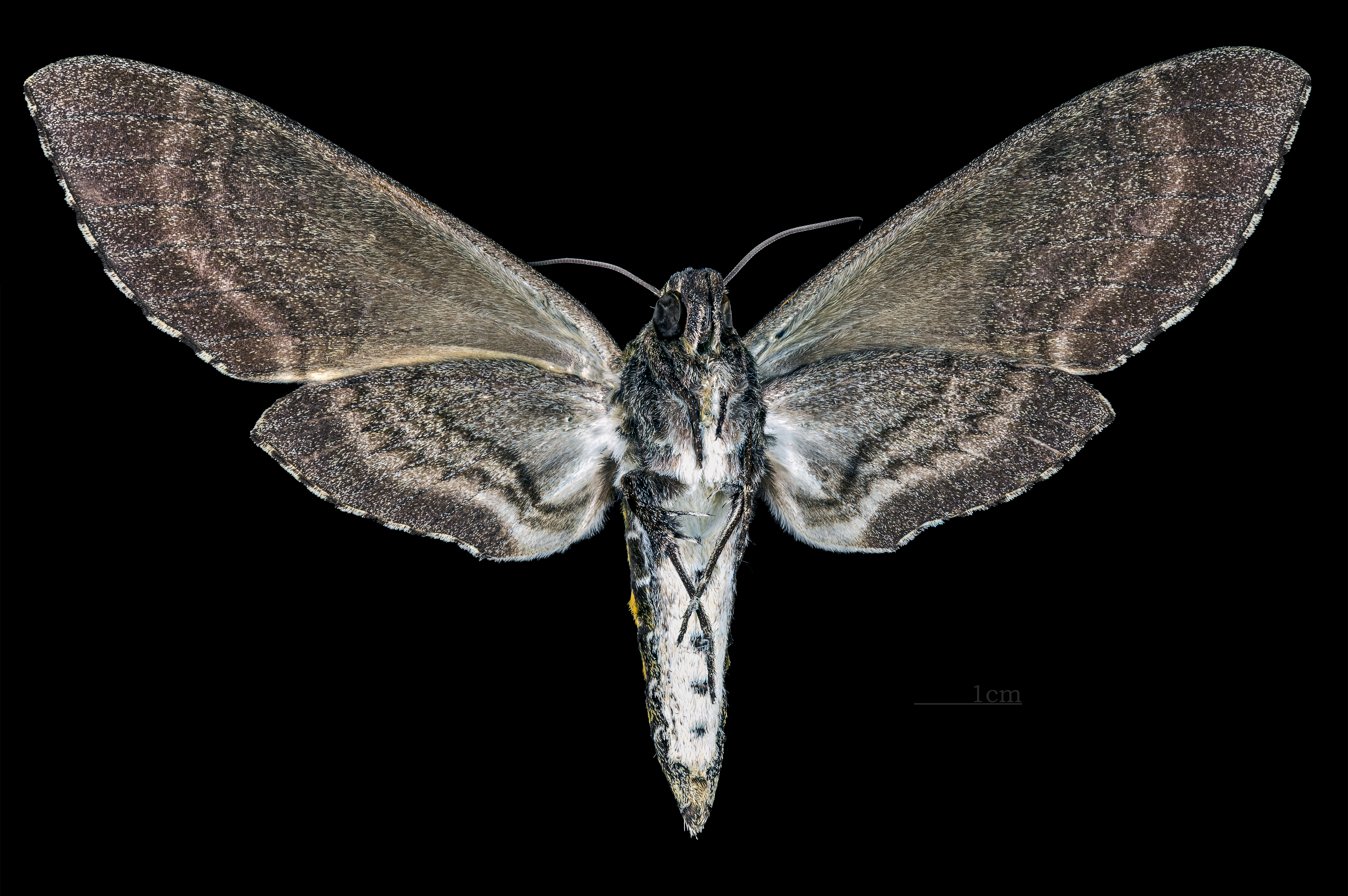
Revers de la femelle (coll.MHNT)

## Distribution et habitat
Distribution
L'espèce est connue dans l'ensemble de l'Amérique du Sud.

## Systématique
- L'espèce Manduca diffissa a été décrite par l'entomologiste britannique Arthur Gardiner Butler en 1871 sous le nom initial de Sphinx diffissa.

### Synonymie
- Sphinx diffissa Butler, 1871 Protonyme
- Protoparce ochracea Clark, 1927

### Taxinomie
Sous-espèces :
- Manduca diffissa diffissa (Butler, 1871) (Argentine et Uruguay)
- Manduca diffissa mesosa (Rothschild & Jordan, 1916) (Argentine et Bolivie)

Synonymie pour cette sous-espèce : Protoparce diffissa mesosa Rothschild & Jordan, 1916
- Manduca diffissa petuniae ( Boisduval, 1875) (sud-est du Brésil, Argentine, Bolivie)

Synonymie pour cette sous-espèce : Sphinx diffissa petuniae Boisduval, 1875
- Manduca diffissa tropicalis (Rothschild & Jordan, 1903) (Guyana, Guyane française, Venezuela, Colombie, Bolivie,  Brésil et Nicaragua)

Synonymie pour cette sous-espèce : Protoparce diffissa tropicalis Rothschild & Jordan, 1903
- Manduca diffissa zischkai (Kernbach, 1952) (Bolivie)

Synonymie pour cette sous-espèce : Protoparce diffissa zischkai Kernbach, 1952

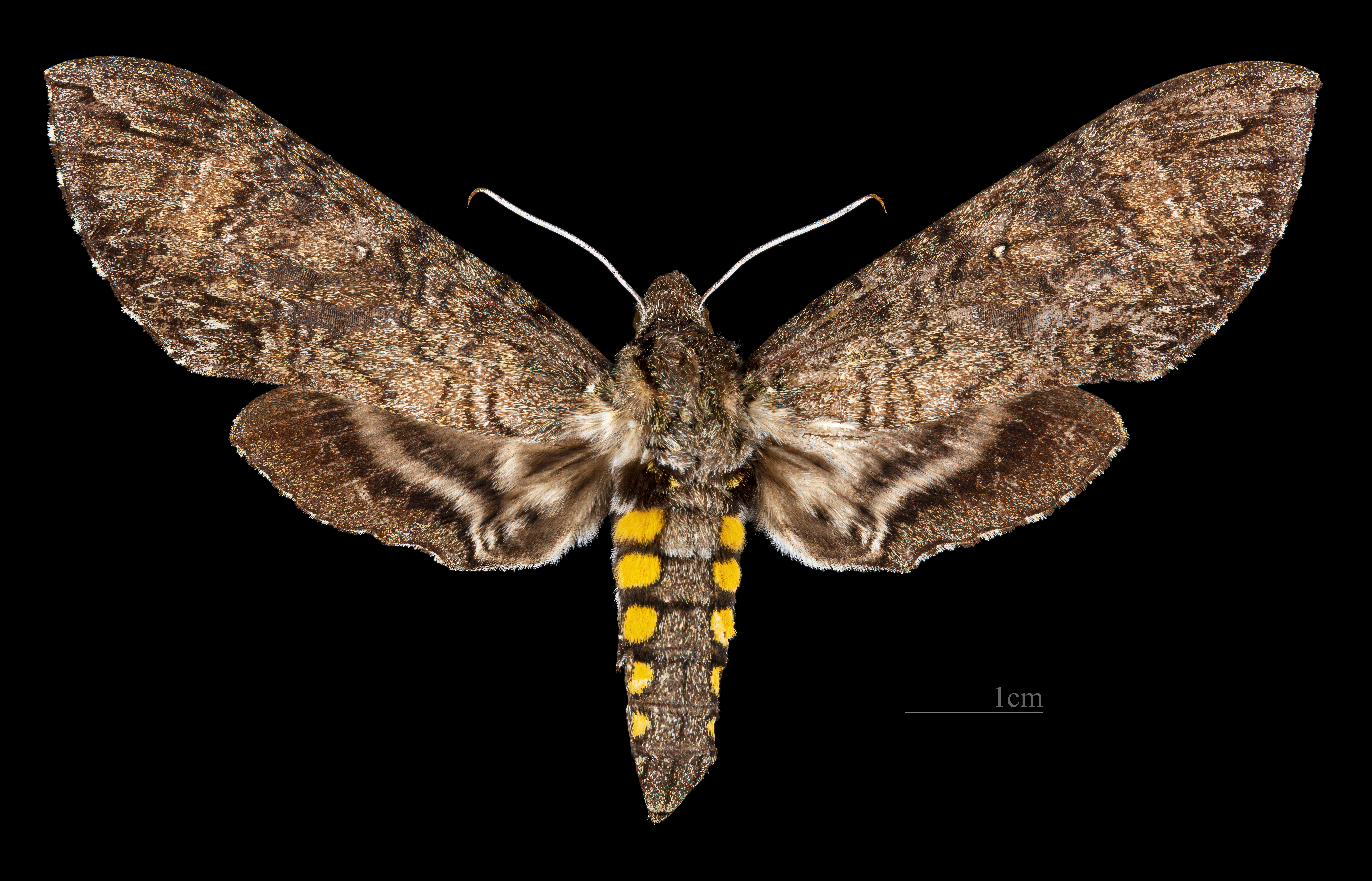
Manduca diffissa mesosa♂
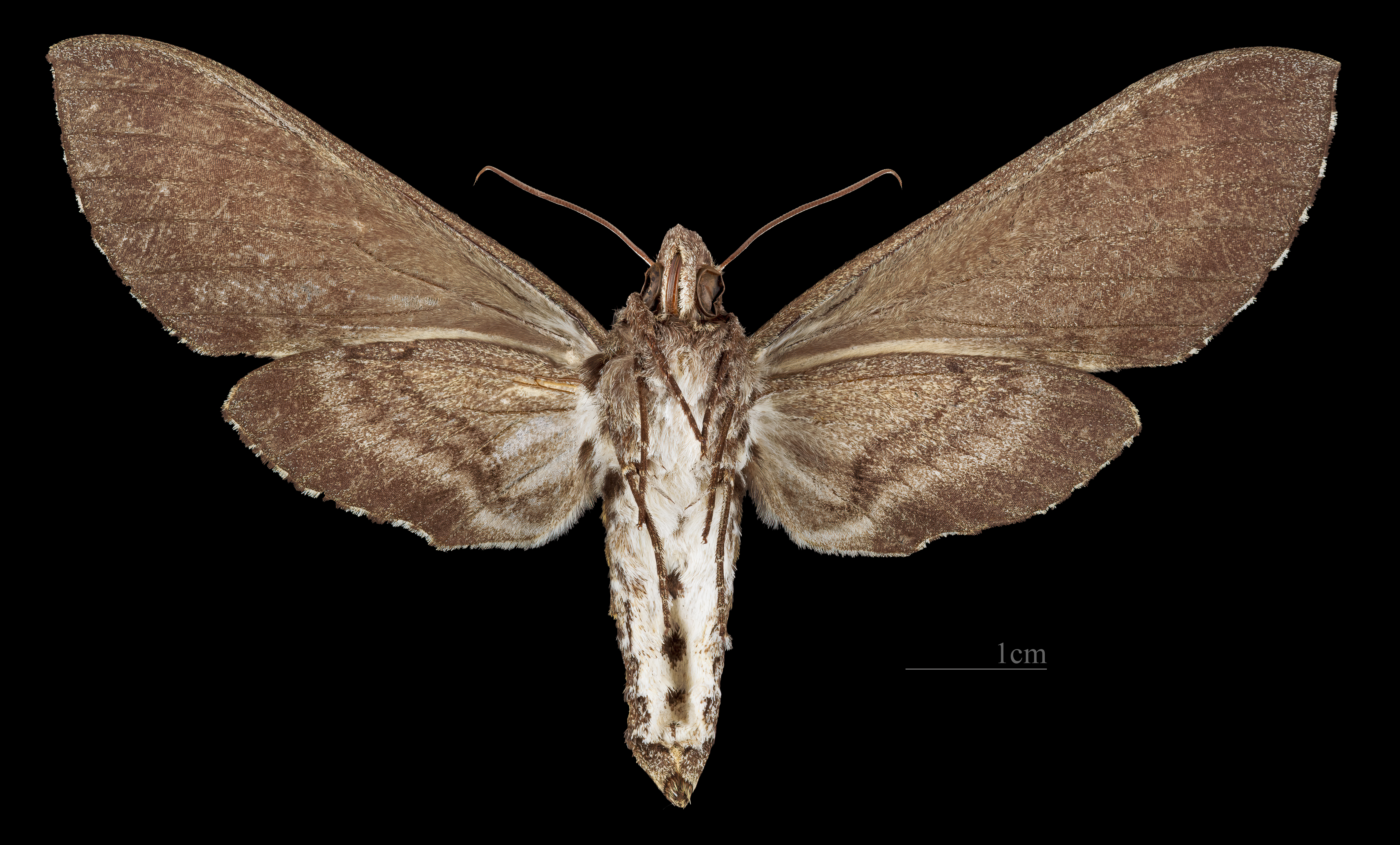
Manduca diffissa mesosa♂ △

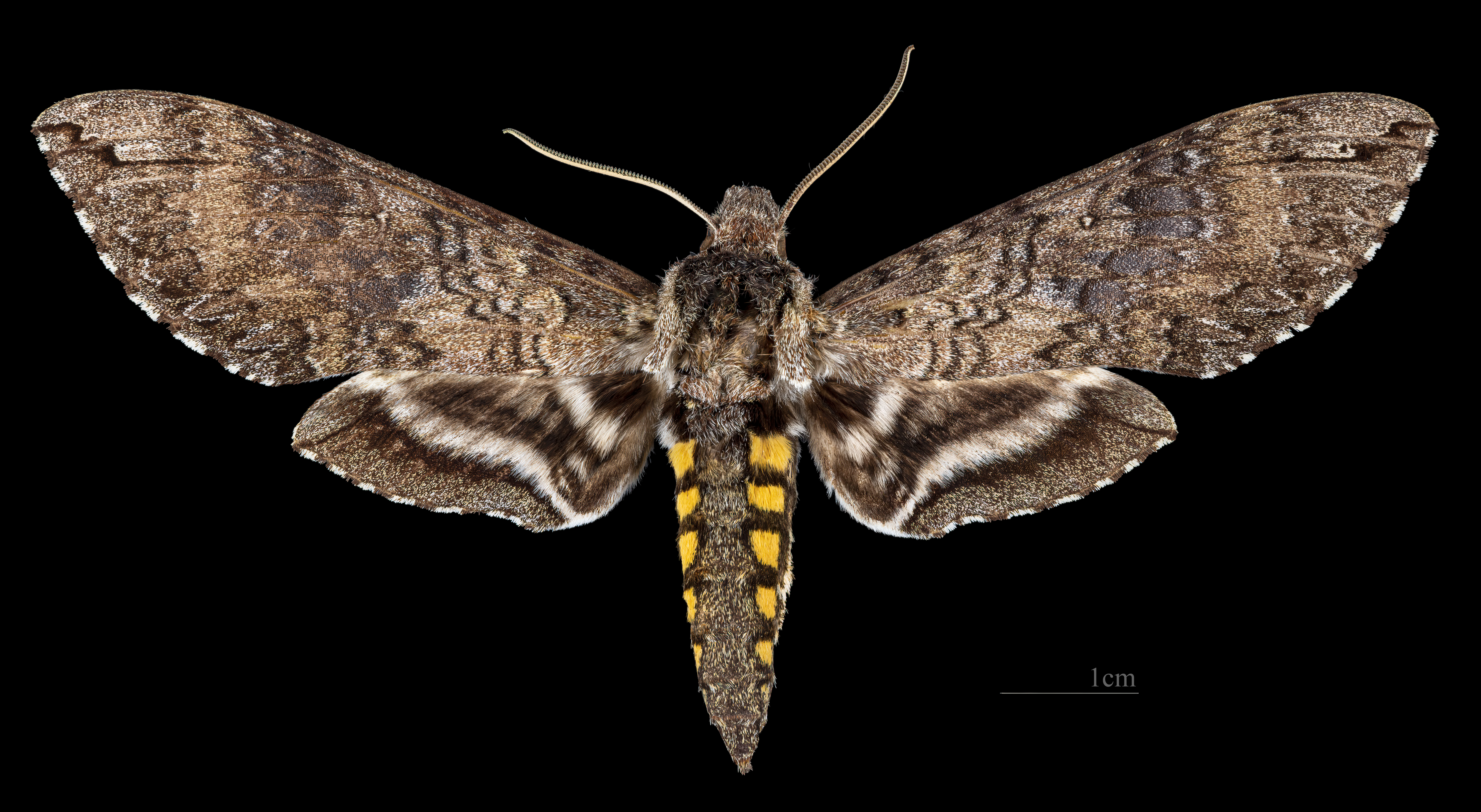
Manduca diffissa petuniae ♂
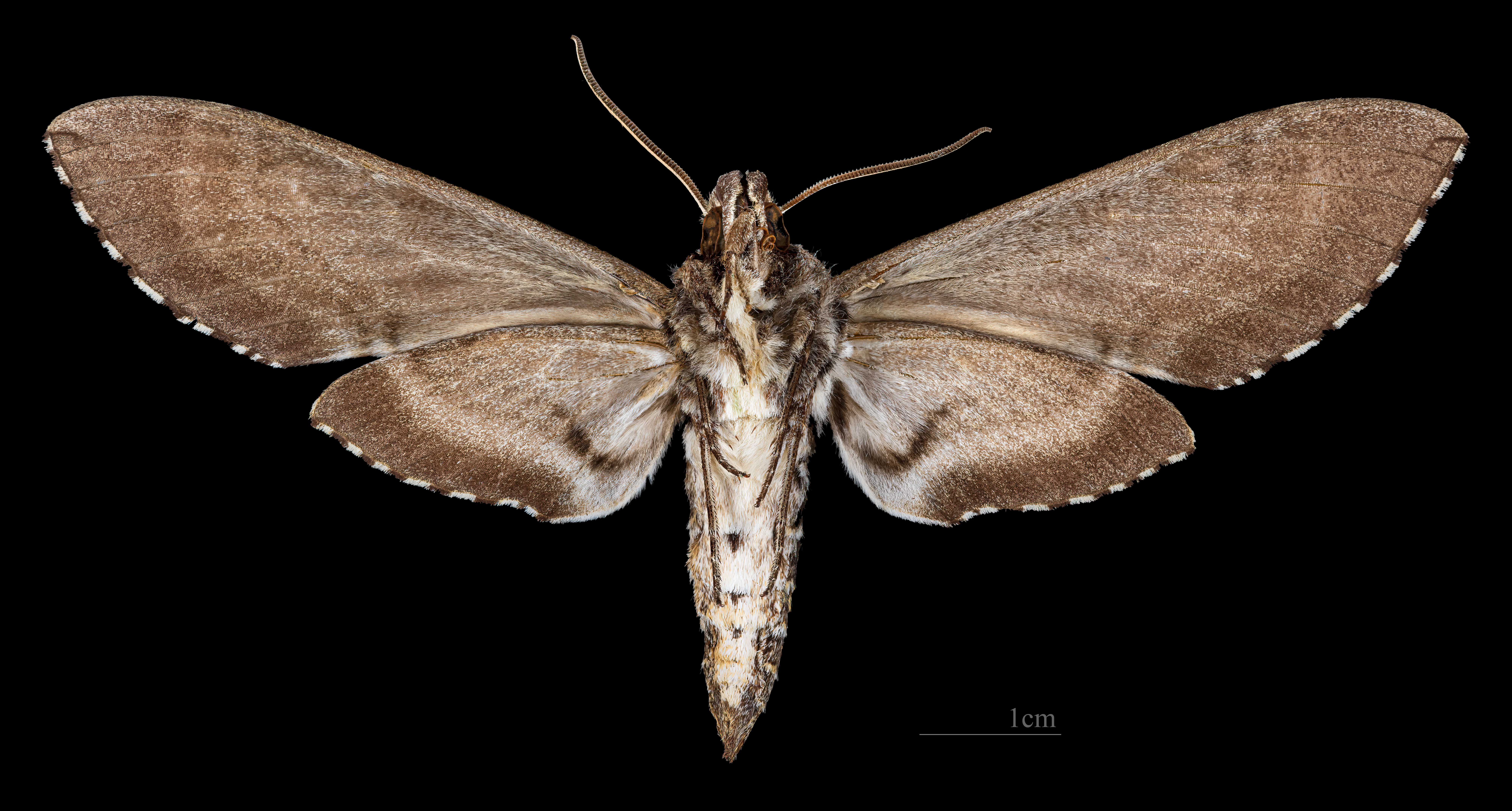
Manduca diffissa petuniae ♂ △
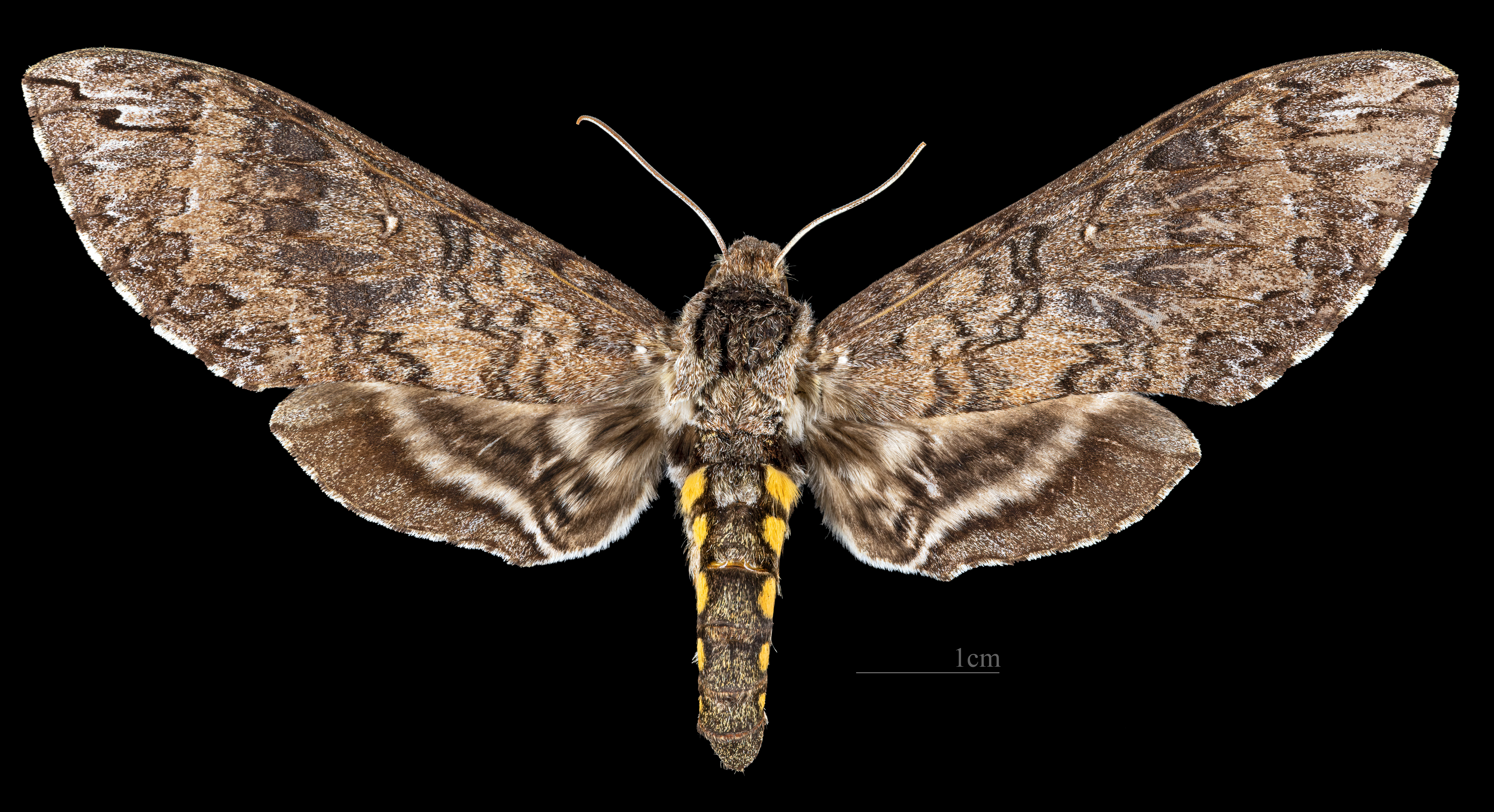
Manduca diffissa petuniae ♀
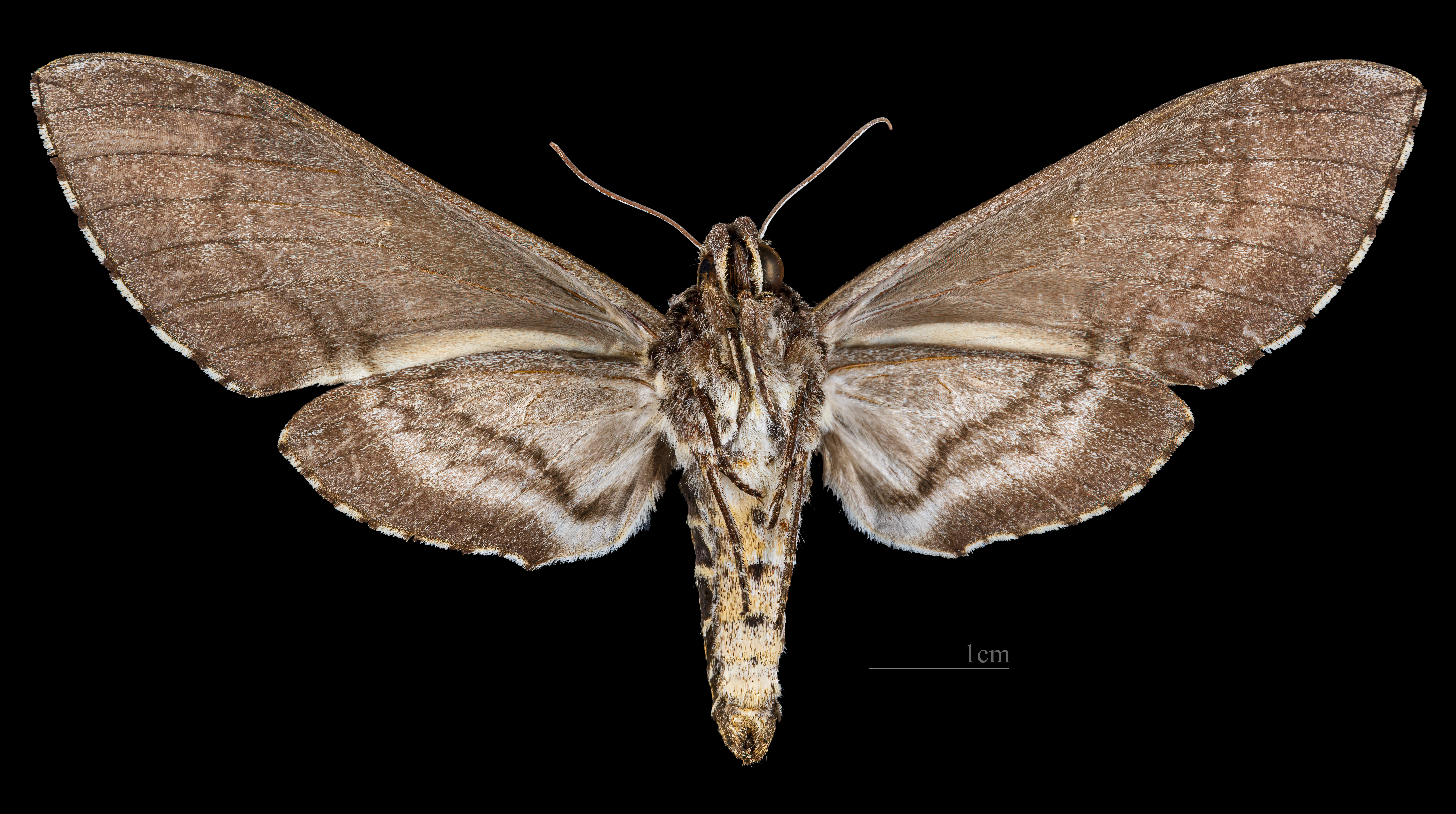
Manduca diffissa petuniae ♀ △

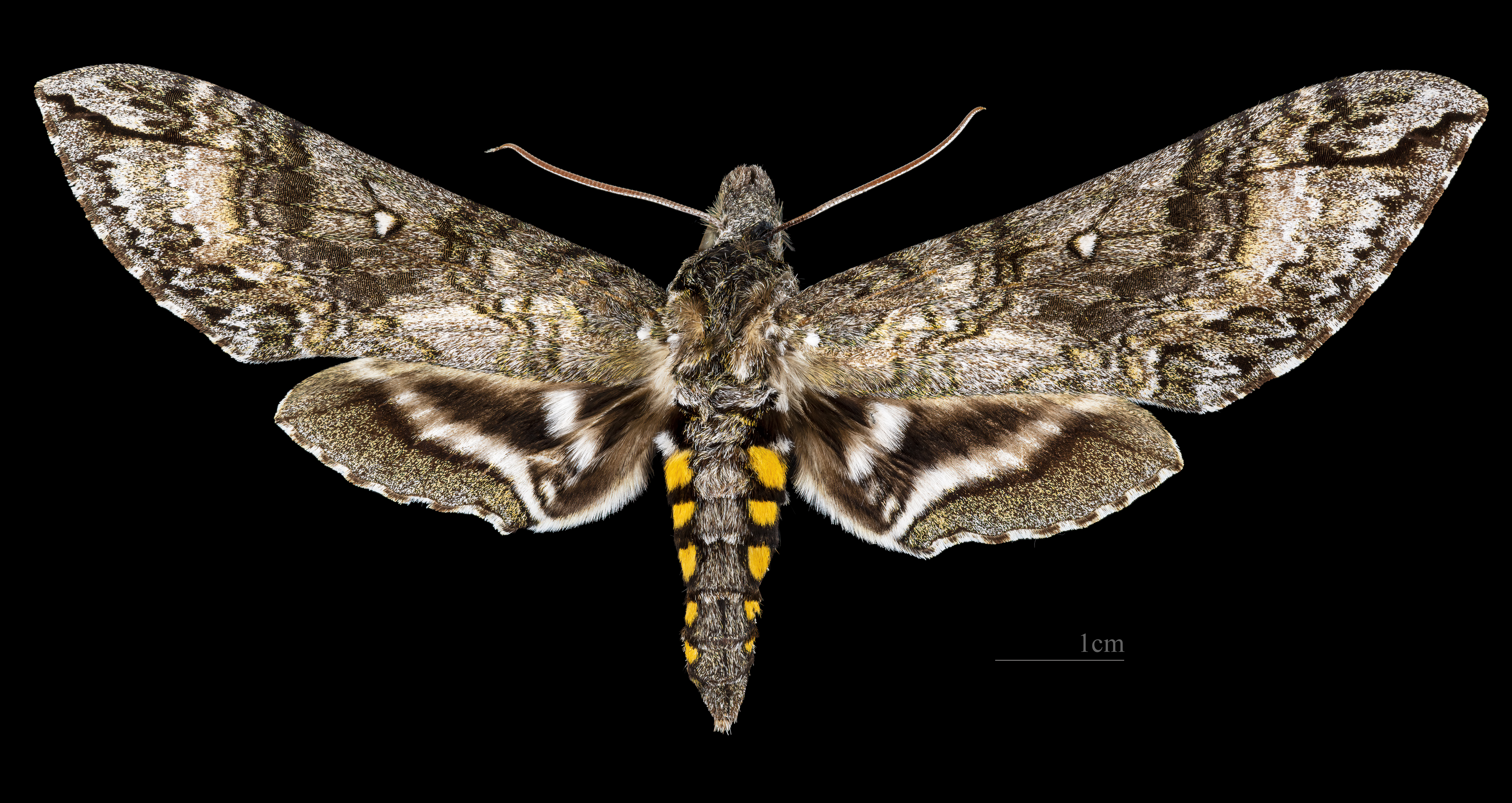
Manduca diffissa zischkai avers du mâle
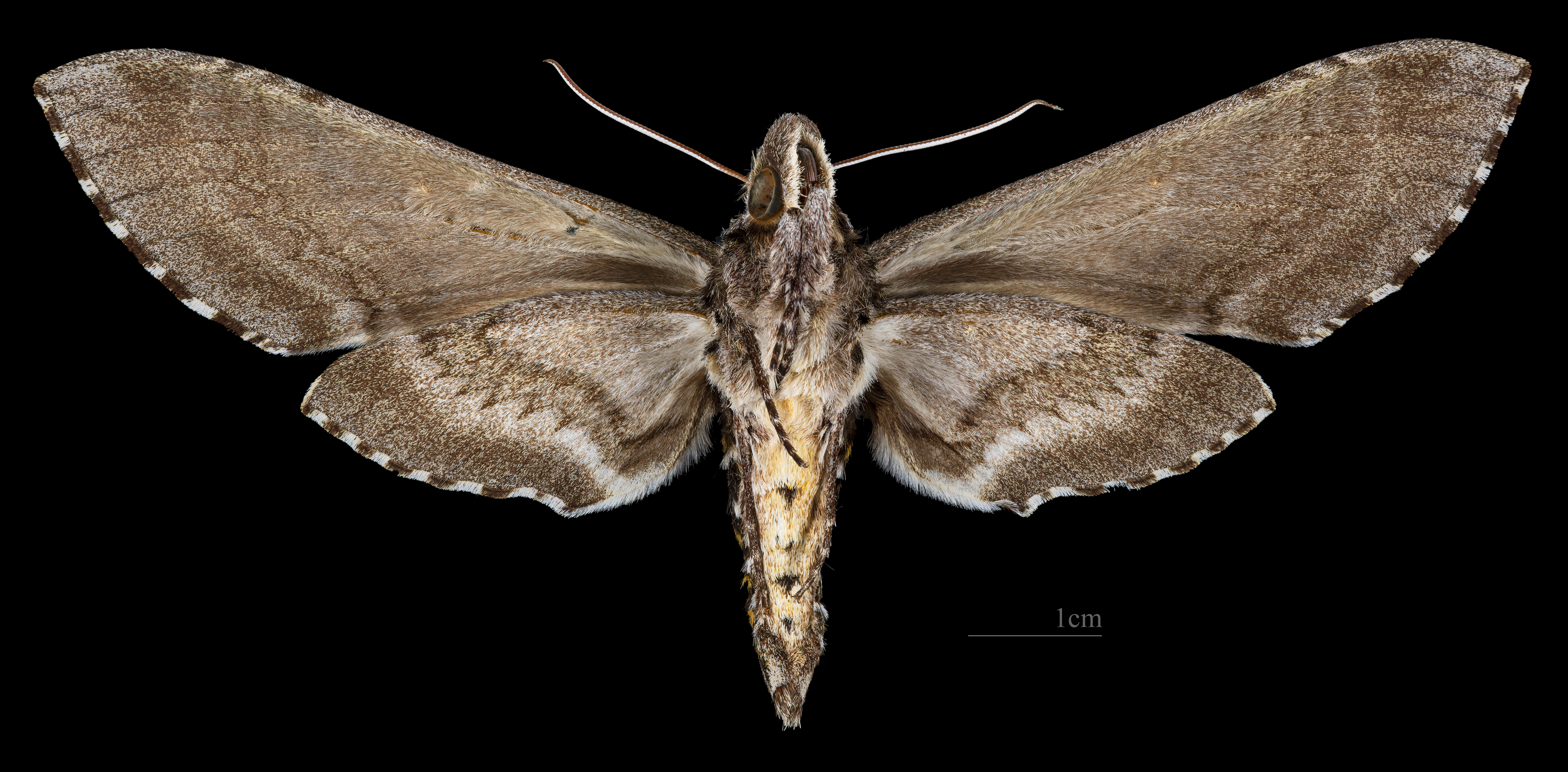
Manduca diffissa zischkai revers du mâle